# 21 d'abril
El 21 d'abril és el cent onzè dia de l'any del calendari gregorià i el cent dotzè en els anys de traspàs. Queden 254 dies per finalitzar l'any.

## Esdeveniments
Països Catalans
- 1486, Guadalupe (Extremadura): Ferran II hi promulga la sentència arbitral que posa fi a les guerres remences.
- 1920, Barcelona: El diari El Día Gráfico convoca un concurs de cuplets en català, amb Carner, Morera o Pujols en el jurat.[1]
- 1990, Catalunya: amb protestes d'un sector de la ciutadania, Felip de Borbó visita Girona -on pren possessió del títol de príncep de Girona-, el monestir de Montserrat i Barcelona.

Resta del món
- 753 aC, Roma: segons la tradició, Ròmul i Rem funden la ciutat.
- 1836 - La Porte (Texas): els revolucionaris texans obtenen una victòria decisiva en la batalla de San Jacinto que provoca la rendició mexicana durant la Guerra de la independència de Texas, que guanya la seva independència.[2]
- 1945, Rothenburgsort, Alemanya: 20 nens de 5 a 12 anys, els seus curadors i 20 presoners russos moren assassinats per la Schutzstaffel a l'Escola del Bullenhuser Damm.
- 1960, Brasil: Inauguració oficial de Brasília, que esdevé oficialment la capital del país en substitució de Rio de Janeiro.[3]
- 1967, Inici de la Dictadura dels Coronels, període de dictadura militar de dretes a la Grècia moderna, que va començar amb el cop d'estat dels coronels, dirigit per Georgios Papadópulos, i va acabar el 1974.[4]
- 1989, Japó: surt a la venda la primera Game Boy, de Nintendo.

## Naixements
Països Catalans
- 1594 - Viladrau, Vallès Oriental: Joan Sala i Ferrer, conegut com a Joan de Serrallonga, bandoler català (m. 1634).[5]
- 1816 - Benaguasil, Camp de Túria: Joan Baptista Plasència i Valls, organista, compositor valencià (m. 1855).[6]
- 1824 - Barcelona, Barcelonès: Josep Anselm Clavé i Camps, músic i polític català, fundador dels Cors de Clavé (m. 1874).[7]
- 1874 - Alcover, Alt Camp: Maria Domènech i Escoté, escriptora catalana (m. 1952).[8]
- 1904 - Barcelona, Barcelonès: Anna Murià i Romaní, escriptora, traductora i periodista catalana.[9]
- 1917 - Barcelona, Barcelonès: Josep Palau i Fabre, autor i crític d'art català (m. 2008).[10]
- 1939 - Barcelona, Barcelonès: Oriol Vergés i Mundó, escriptor i mestre català.[11]
- 1941 -
  - Carlet, Ribera Alta: Perfecto Garcia Chornet, pianista valencià (m. 2001).[12]
  - Vic, Osona: Pilar Bayés, dibuixant i ninotaire catalana.[13]
- 1952 - Igualada: Rosa Maria Ferrer Valls, treballadora social i política catalana; ha estat diputada al Parlament de Catalunya.[14]
- 1953 - John Brumby, polític australià.[15]
- 1963 - Sabadell, Vallès Occidental: Rosa Renom i Grau, actriu de teatre, cinema i televisió catalana.[16]
- 1977 - Girona: Georgina Rieradevall i Tarrés, política catalana, diputada al Parlament de Catalunya, advocada i educadora social.[17]

Resta del món
- 1671 - Edimburg, Escòcia: John Law, economista escocès (m. 1729).[18]
- 1816 - Thornton, Anglaterra: Charlotte Brontë, escriptora anglesa (m. 1855).[19]
- 1830 - Nantes, França: Clémence Royer, escriptora i traductora francesa (m. 1902).[20]
- 1837 - Næstved, Dinamarca: Fredrik Bajer, escriptor i polític danès, Premi Nobel de la Pau de 1908 (m. 1922).[21]
- 1882 - Cambridge, Estats Units: Percy Williams Bridgman, físic estatunidenc (m. 1961).[22]
- 1889 - Moscou, Rússia: Paul Karrer, químic suís, Premi Nobel de Química de 1937 (m. 1971).[23]
- 1903 - Madrid: Pilar de Madariaga Rojo, pionera en el camp de la química (m.1995).[24]
- 1911 - Nova York, Estats Units: Leonard Warren, baríton estatunidenc (m. 1960).[25]
- 1912 - 
  - Filadèlfia, Estats Units: Eve Arnold, fotoperiodista estatunidenca (m. 2012).[26]
  - Londres: Rosemary Biggs, botànica i hematòloga anglesa, estudià els trastorns de la coagulació, particularment l'hemofília (m. 2001).[27]
- 1915 - Chihuahua, Mèxic: Anthony Quinn, actor estatunidenc d'origen mexicà (m. 2001).
- 1917 - Madrid: Maria Isbert, actriu espanyola (m. 2011).[28]
- 1919 - Villarejo de Salvanés, Espanya: Rosario Sánchez (La Dinamitera), miliciana espanyola, militant del PCE (m. 2008).[29]
- 1924 - Estocolm, Suècia: Elsa-Marianne von Rosen, ballarina, coreògrafa i actriu sueca (m. 2014).[30]
- 1926 - Londres, Anglaterra: Elisabet II del Regne Unit, aristòcrata anglesa, reina de la Gran Bretanya i Irlanda del Nord (m. 2022).[31]
- 1930 - Roma, Itàlia: Silvana Mangano, actriu de cinema italiana.[32]
- 1946 - París, França: Patrick Rambaud, escriptor francès.[33]
- 1947 - Muskegon, Estats Units: Iggy Pop, cantant, compositor i actor estatunidenc.[34]
- 1948 - París, França: Claire Denis, directora de cinema francesa.[35]
- 1957 - París, França: Hervé Le Tellier, escriptor francès.[36]
- 1978 - Perusa, Itàlia: Alessandro Brustenghi, frare franciscà i cantant de música religiosa italià.
- 1986 - Godomey, Benín: Isabelle Yacoubou, jugadora de bàsquet francesa.[37]

## Necrològiques
Països Catalans
- 1920 - València, l'Horta: Josep Aixa Íñigo, escultor valencià.
- 1956 - Barcelona, Barcelonès: Cèsar Comas i Llaberia, metge radiòleg català (n. 1874).[38]
- 2010 - Barcelona, Barcelonès: Joan Antoni Samaranch i Torelló, polític espanyol.

Resta del món
- 1021, Lieja, Principat de Lieja: Wolbodó de Lieja, príncep-bisbe de Lieja.
- 1574, Villa di Castello, a prop de Florència: Cosme I de Mèdici, Gran Duc de Toscana (n. 1519).[39]
- 1792, Rio de Janeiro (Brasil colonial): Tiradentes, independentista executat per liderar la Inconfidência Mineira (n. 1746).

- 1813, La Haia: Maria Margaretha la Fargue, pintora neerlandesa (n. 1743).[41]
- 1910, Redding, Estats Units: Mark Twain, escriptor estatunidenc (n. 1835).[42]
- 1918, Somme, França: Manfred von Richthofen ("Baró Roig"), pilot d'aviació militar alemany (n. 1892).[43]
- 1924, Pittsburgh, Estats Units: Eleonora Duse, cèlebre actriu de teatre italiana (n. 1858).[44]
- 1940, Illa de Trinitat: Margaret Fountaine, col·leccionista de papallones de l'època victoriana, entomòloga, il·lustradora (n. 1862).[45]
- 1946, Sussex, Anglaterra: John Maynard Keynes, baró Keynes de Tilton, economista i professor anglès (n. 1883).[4]
- 1965, Edimburg, Escòcia: Edward Victor Appleton, físic escocès (n. 1892).[46]
- 1968, Bilbao: Benita Asas, mestra i feminista espanyola, sufragista i editora de premsa (n. 1873).[47]
- 1971, Port-au-Prince, Haití: François Duvalier, polític haitià, President d'Haití (n. 1907)[4]
- 1973, San Diego, Estats Units: Merian C. Cooper, productor, guionista, director de cinema i de fotografia estatunidenc.
- 1996, Gekhi-Chu, Itxkèria: Djokhar Dudàiev, polític itxkerià, president de la República Txetxena d'Itxkèria (n. 1944)[4]
- 2002, Verviers, Bèlgica: Pierre Rapsat, cantautor belga.
- 2003, Carri lo Roet, França: Nina Simone, cantant estatunidenca.[48]
- 2004, Madrid: Concha Zardoya, escriptora i poetessa xilena (n. 1914).[49]
- 2009, Chicago, Estats Units: Vivian Maier, fotògrafa estatunidenca.[50]
- 2011, Columbus, Estats Units: Max Mathews, músic estatunidenc, pioner al món de la música generada per ordinador (n. 1926).[25]
- 2013, Bangalore, l'Índia: Shakuntala Devi ("La Dona Ordinador"), experta en càlcul mental i escriptora índia (n. 1929).
- 2016, 
  - Chanhassen, EUA: Prince Rogers Nelson, músic, cantant i compositor estatunidenc (n. 1958).[51]
  - Kobe: Utako Okamoto, metgessa japonesa que descobrí l'àcid tranexàmic (n. 1918).[52]
- 2020, Santander, Espanya: Teresa Rodrigo Anoro, física i professora universitària catalana (n. 1956).[53]
- 2025, Ciutat del Vaticà: Francesc, Jorge Mario Bergoglio, papa de l'Església Catòlica entre 2013 i 2025 (n. 1936).[54]

## Festes i commemoracions
- Dia Internacional de les Nenes en les TIC
- Santoral:
  - sant Simeó bar Sabas, màrtir;
  - Anselm de Canterbury;
  - Wolbodó de Lieja, bisbe;
  - sant Conrad de Parzham, caputxí;[55]
  - Apol·loni de Roma, màrtir i apologista;
  - servent de Déu Josep Maria Cases Deordal, bisbe.